# Kisieleoziorka
Kisieleoziorka (ros. Киселеозёрка) – wieś (ros. sieło) w południowo-wschodniej Rosji, terytorialnie i administracyjnie należąca do rejonu biełogorskiego, w obwodzie amurskim. 
Według danych statystycznych z 2016 roku wieś zamieszkiwało 229 mieszkańców. 